# Cá hồi di cư

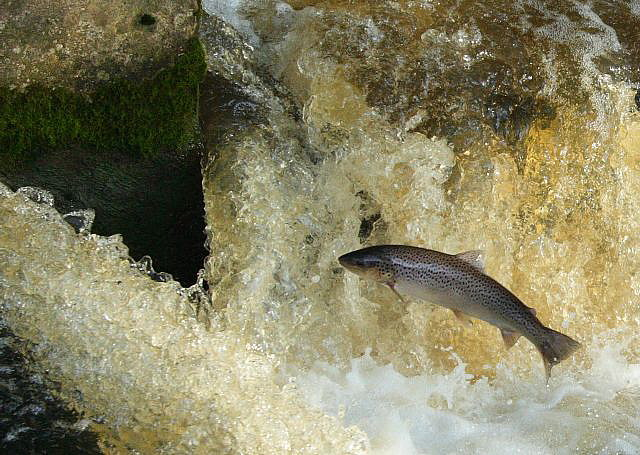
Một con cá hồi đang vượt thác

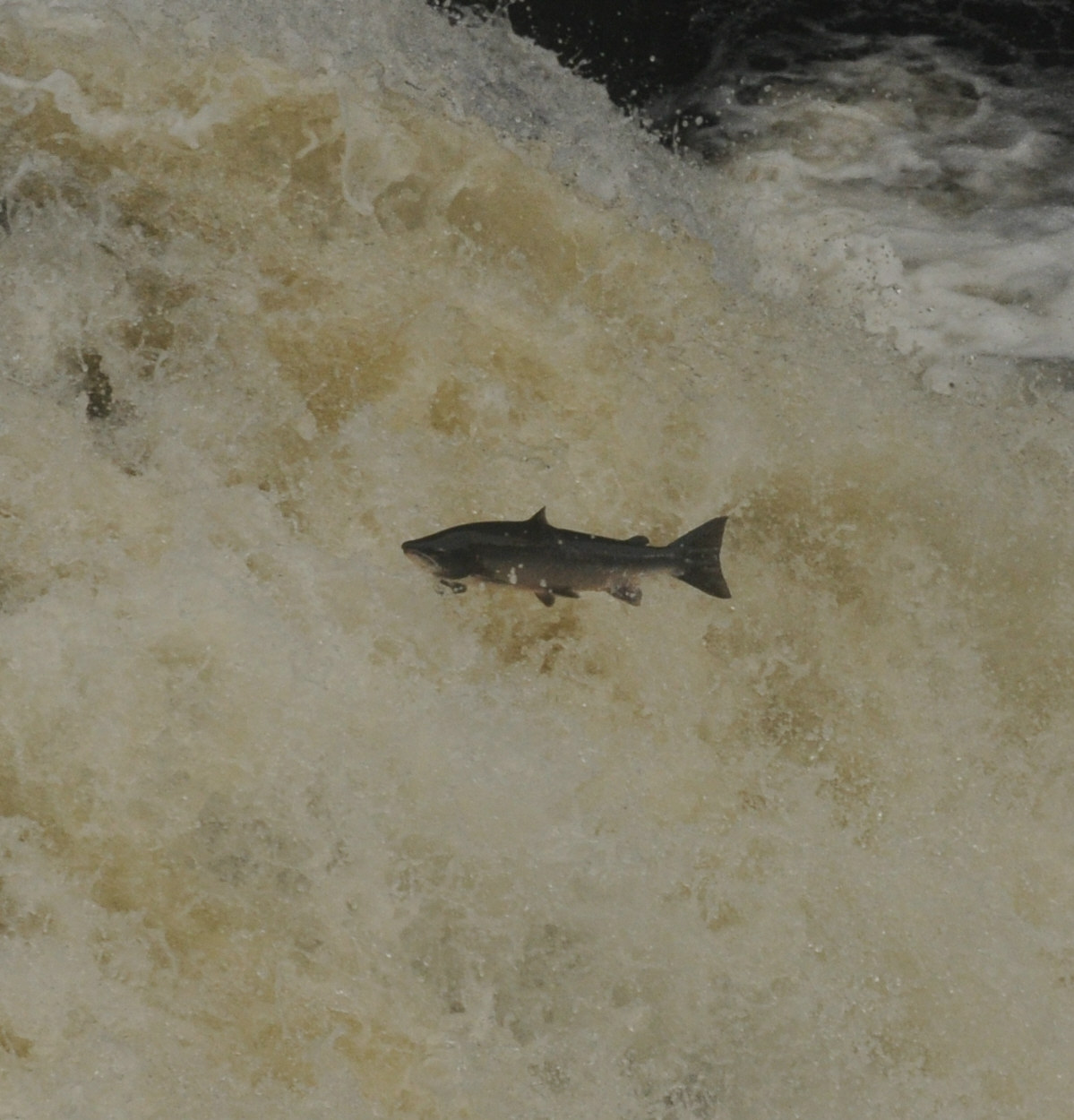
Cá hồi vượt thác

Cá hồi có đặc trưng là loài cá ngược sông để đẻ, chúng sinh ra tại khu vực nước ngọt, di cư ra biển, sau đó quay trở lại vùng nước ngọt để sinh sản. Tuy nhiên, có nhiều con thuộc nhiều loài sống cả đời tại vùng nước ngọt. Hầu hết cá hồi tuân theo mô hình cá di cư bơi ngược dòng sông để sinh sản, giai đoạn này chúng trải qua thời kỳ ăn nhiều nhất và lớn lên trong vùng nước mặn, tuy nhiên, khi trưởng thành chúng trở lại để đẻ trứng trong các dòng suối nước ngọt bản địa để đẻ trứng và cá con phát triển qua nhiều giai đoạn khác biệt.
Cá hồi di cư là thời điểm cá hồi, đã di cư từ biển, bơi đến thượng nguồn con sông nơi chúng đẻ trứng trên sỏi đá. Sau khi đẻ, tất cả cá hồi Thái Bình Dương và Đại Tây Dương đều chết và chu kỳ sống của cá hồi bắt đầu một lần nữa. Sự di cư hàng năm có thể là một sự kiện lớn đối với gấu xám Bắc Mỹ, đại bàng đầu hói, sói xám vì chúng sẽ canh bắt cá hồi để tận hưởng thịt cá hồi đầy bổ dưỡng.

## Tổng quan
Truyền thống dân gian cho rằng loài cá này trở về đúng nơi chúng được sinh ra để đẻ trứng, chính vì vậy trong tiếng Anh, thuật ngữ salmon xuất xứ từ chữ La tinh salmo, và chữ này lại có gốc từ salire, có nghĩa "nhảy". Những cuộc nghiên cứu đã cho thấy điều này là chính xác, và hành động quay lại nơi ra đời này đã được thể hiện phụ thuộc vào ký ức khứu giác.

## Một số loài
Cá hồi Chinook là một loài cá di cư sống phần lớn thời gian ở biển, nhưng khi trưởng thành lại ngược dòng về sinh sản trong vùng nước ngọt, thuộc họ Salmonidae. Các chủng loại này được xác định dựa theo thời gian cá hồi trưởng thành bơi vào vùng nước ngọt để sinh sản. Cá hồi Chinook có thể sống từ 1 đến 5 năm trong đại dương trước khi trở về những con sông quê hương của chúng để đẻ trứng. Sông Yukon là con đường di cư nước ngọt dài nhất của bất cứ cá hồi nào, dài trên 3.000 km từ cửa sông ở biển Bering đến nơi đẻ trứng trên thượng nguồn Whitehorse, Yukon. Một cầu thang cá đã được xây dựng quanh đập thủy điện hồ Schwatka tại Whitehorse để cho cá hồi Chinook dễ dàng đi qua đập.
Trong đại dương, cá hồi hồng có màu bạc sáng. Sau khi trở về dòng suối nơi sinh ra của chúng, màu sắc thay đổi sang màu xám nhạt ở mặt sau với bụng màu trắng hơi vàng. Cá hồi đỏ thì đẻ trứng chủ yếu ở dòng suối có lưu vực sông bao gồm một hồ. Con cá non trải qua đến ba năm trong các hồ nước ngọt trước khi di cư ra đại dương. Một số ở lại trong hồ và không di chuyển. Cá di cư trải qua 1-4 năm trong nước mặn, và do đó là 4-6 năm khi chúng quay lại để đẻ trứng giữa tháng Bảy và tháng Tám. Việc chúng đính hướng đến được dòng sông nơi chúng sinh ra được cho là được thực hiện bằng cách sử dụng mùi đặc trưng của dòng suối, và có thể mặt trời. Một số con trải qua 4 năm trong các hồ nước ngọt trước khi di cư.
Cá hồi nâu, cá hồi biển cho thấy sinh sản bơi ngược dòng sông suối, di cư đến các đại dương trong phần lớn cuộc đời của nó và trở về nước ngọt chỉ để đẻ trứng. Loài cá hồi này di cư từ hồ ra sông, suối để đẻ trứng, mặc dù có một số bằng chứng của đàn cá đẻ trứng trên bờ biển có gió quét S. trutta morpha fario tạo thành các quần thể sinh sống cố định một nơi, thường là trong các dòng suối trên núi cao nhưng đôi khi ở các con sông lớn hơn. Có bằng chứng rằng các cá hồi bơi ngược sông suối sinh đẻ và loài không bơi ngược để sinh đẻ cùng tồn tại trong cùng một dòng sông có thể được giống hệt về mặt di truyền.
Cá hồi trắng hồ là loại cá thịt trắng đẻ trứng từ tháng Chín đến tháng giêng trong nước có 2-4 mét chiều sâu vào ban đêm. Ở tây bắc Canada, một lượng lớn cá hồi di cư đến đồng bằng sông Athabasca vào cuối mùa hè và di chuyển ngược dòng sông Athabasca. Đợt di chuyển dài nhất từng được ghi nhận của một con cá thịt trắng được dán nhãn đánh dấu là 388 km (241 dặm), từ Fort McMurray đến bờ biển phía bắc của hồ Athabasca ở Alberta, Canada.
Cá hồi vân là một loại cá hồi cầu vồng bơi ngược sông để sinh sản, thường trở về vùng nước ngọt để đẻ trứng sau hai hoặc ba năm sinh sống ở biển; cá hồi cầu vồng và cá hồi đầu thép là loài tương tự. Loài cá này được gọi là salmon-trout (loài cá giống như cá hương). Nhiều loài cá hồi trong Họ Cá hồi , một số bơi ngược sông để sinh sản như cá hồi di cư, còn một số chỉ sống ở nước ngọt.
Cá hồi đỏ bơi ngược sông để sinh sản, sau đó lại được tìm thấy ở bắc Thái Bình Dương và các con sông quanh đó. Cá con mới ra đời sẽ sống trong môi trường nước ngọt đến lúc đủ khả năng để di cư và sinh sống ở đại dương, nơi cách xa vị trí sinh sản tới 1.600 km. Chúng di cư trong khoảng 1-4 năm và sống ở môi trường nước mặn. Thời gian này, thức ăn chủ yếu của chúng là các sinh vật phù du. Sau đó, đàn cá lại quay về đẻ trứng ở nơi đã được sinh ra.
Cá hồi đỏ có thể định hướng vị trí cũ bằng cách sử dụng mùi đặc trưng của dòng sông, cũng có thể nhờ vào mặt trời. Mỗi con cá đều nhớ mùi của dòng sông nơi nó sinh ra. Khi di chuyển từ đại dương trở về con sông sinh sản, con cá sẽ tìm thấy đường của nó nhờ khả năng nhớ mùi này. Sau 4 năm, hàng triệu con cá hồi đỏ trở về sông Adams ở Canada để sinh sản và bắt đầu một vòng tuần hoàn mới. Khi về môi trường nước ngọt ở sông Adams, thân cá chuyển dần sang màu đỏ, đầu cá lại có màu xanh lục. Trong điều kiện nước chảy xiết và không có thức ăn, cá hồi đỏ sau khi đẻ trứng đã chết vì kiệt sức.

## Vòng đời

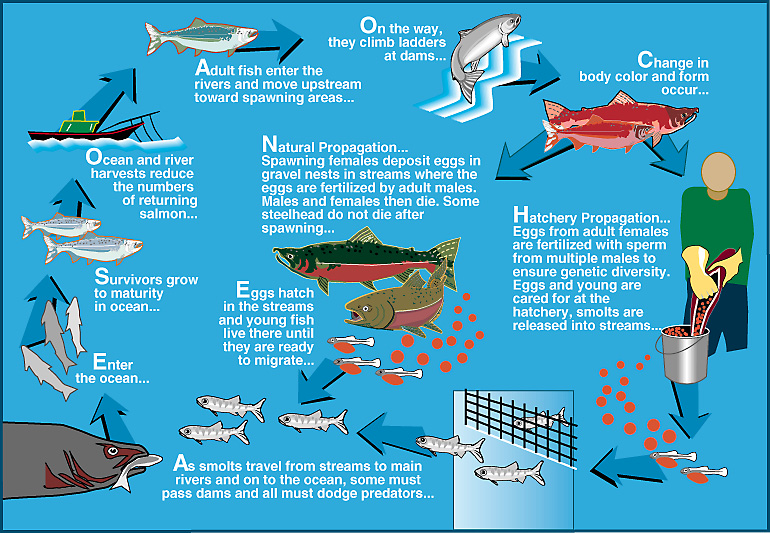
Vòng đời của cá hồi Thái Bình Dương

Trứng cá hồi được đẻ tại những dòng suối nước ngọt thông thường ở nơi có độ cao lớn. Trứng phát triển thành cá bột hay bọc trứng (sac fry). Cá mới nở nhanh chóng phát triển thành cá con với những dải ngụy trang dọc. Cá con ở lại dòng suối quê hương trong sáu tháng tới ba năm trước khi trở thành cá non, được phân biệt bởi màu sáng bạc với các vảy có thể dễ dàng bóc. Ước tính chỉ 10% trứng cá hồi sống sót tới giai đoạn này. Tính chất hóa học cơ thể của cá con thay đổi, cho phép chúng sống trong nước mặn. Cá hồi con dành một phần thời gian di cư để sống ở vùng nước lợ, tính chất hóa học cơ thể của chúng trở nên quen thuộc với điều kiện thẩm thấu tại đại dương.
Cá hồi dành khoảng một tới năm năm (tùy theo loài) ở biển khơi nơi chúng dần trưởng thành về giới tính. Cá hồi trưởng thành sau đó đa số quay lại dòng suối quê hương để đẻ trứng. Tại Alaska, sự trao đổi chéo với dòng suối khác cho phép cá hồi tới sinh sống tại những dòng suối mới, như những con cá xuất hiện khi một sông băng rút lui. Phương pháp chính xác cá hồi dùng để định hướng vẫn chưa được xác định, dù khứu giác tốt của chúng có liên quan. Cá hồi Đại Tây Dương dành từ một tới bốn năm ở biển. (Khi một con cá quay về sau chỉ một năm sống ở biển được gọi là grilse ở Canada, Anh và Ireland.)

## Sinh sản
Trước khi đẻ trứng, tùy thuộc theo loài, cá hồi trải qua sự thay đổi. Chúng có thể phát triển một cái bướu, mọc răng nanh, phát triển một bướu gù (một sự uốn cong của hàm ở cá hồi đực). Tất cả sẽ chuyển từ màu xanh bạc của cá nước ngọt ra sống ở biển sang một màu tối hơn. Cá hồi có thể thực hiện những chuyến đi đáng kinh ngạc, thỉnh thoảng di chuyển hàng trăm dặm ngược dòng nước chảy nhanh và mạnh để đẻ trứng. Ví dụ, cá hồi Chinook và sockeye từ miền trung Idaho di chuyển 900 dặm (1.400 km) và lên cao xấp xỉ 7.000 foot (2.100 m) từ Thái Bình Dương khi chúng quay về để đẻ trứng. Sức khỏe của chúng kém đi khi chúng càng sống lâu trong nước ngọt, và càng kém nữa sau khi chúng đẻ trứng, khi chúng được gọi là kelt (cá hồi sau khi đẻ). Ở mọi loài cá hồi Thái Bình Dương, các cá nhân trưởng thành chết trong vòng vài ngày hay vài tuần sau khi đẻ trứng, một đặc điểm được gọi là semelparity. Khoảng 2% tới 4% cá hồi Đại Tây Dương cái sống sót để đẻ trứng lần nữa. Tuy nhiên, ở những loài cá hồi có thể đẻ trứng hơn một lần này (iteroparity), tỷ lệ chết sau khi đẻ khá cao (có lẽ lên tới 40 tới 50%).
Để đẻ bọc trứng, cá hồi cái dùng đuôi (vây đuôi), để tạo một vùng áp suất thấp, khiến sỏi trôi xuôi dòng, tạo một hố lõm nông, được gọi là một redd. Redd có thể thỉnh thoảng chứa 5,000 trứng rộng 30 foot vuông (2,8 m2). Trứng thường có màu cam tới đỏ. Một hay nhiều con đực bơi cạnh con cái, phun tinh trùng, hay milt, lên trứng. Sau đó con cái đẩy sỏi phía đầu dòng phủ trứng trước khi bơi đi tạo một redd khác. Con cái sẽ làm thậm chí tới bảy redd trước khi hết trứng.

## Phát triển
Mỗi năm, con cá trải qua một giai đoạn phát triển nhanh, thường vào mùa hè, và một giai đoạn phát triển chậm, thường vào mùa đông. Việc này tạo ra các hình vòng tròn quanh xương tai được gọi là otolith, (annuli) tương tự với các vòng tăng trưởng ở thân cây. Giai đoạn tăng trưởng ở nước ngọt là những vòng dày đặc, giai đoạn tăng trưởng ở biển là những vòng rộng; việc đẻ trứng được đánh dấu bằng sự ăn mòn đáng kể khi khối lượng cơ thể được chuyển thành trứng và tinh dịch.

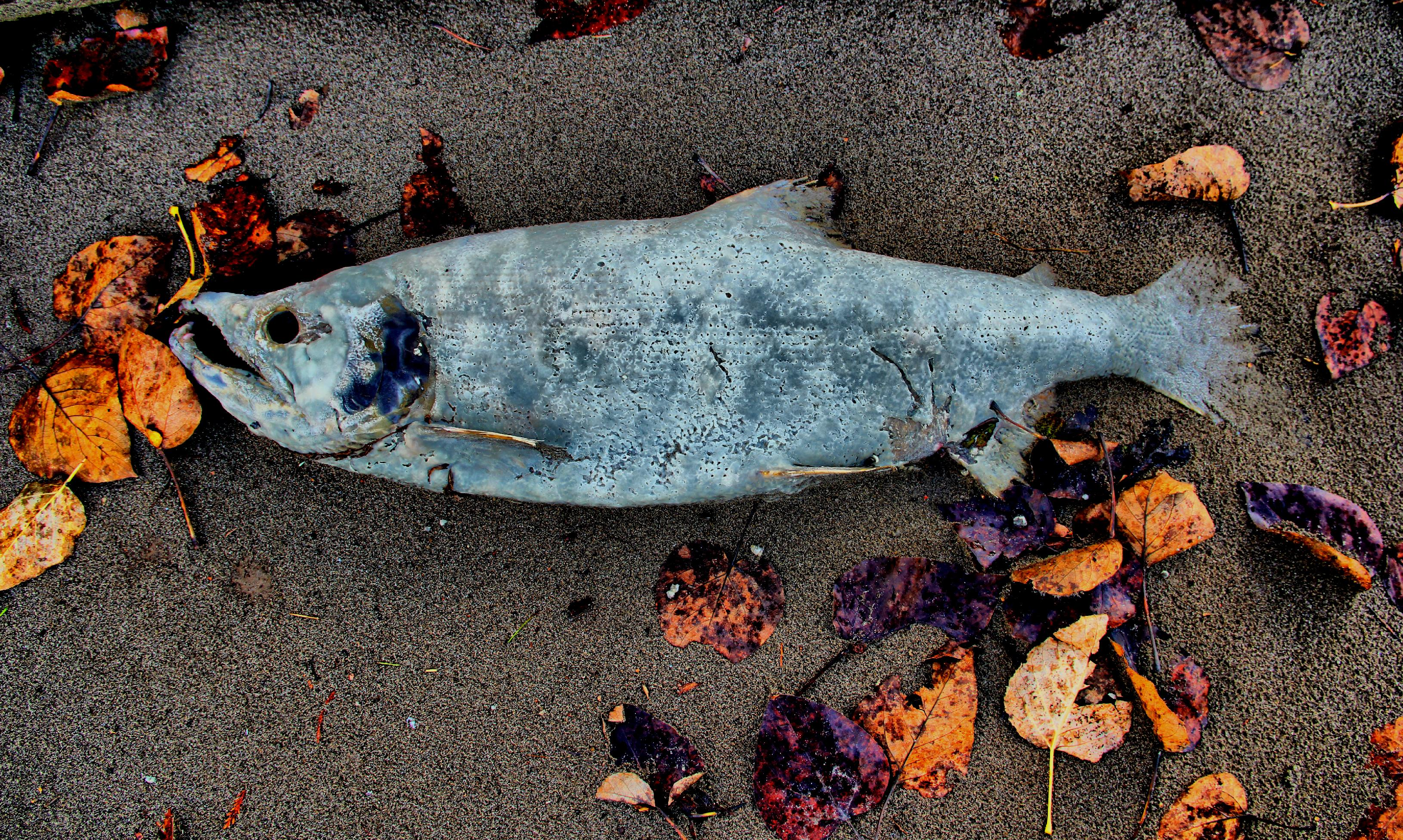
Một con cá hồi chết sau khi di cư

Các dòng suối nước ngọt và các cửa sông cung cấp môi trường sống quan trọng cho nhiều loài cá hồi. Chúng ăn cả côn trùng sống trên cạn, côn trùng sống dưới nước và côn trùng lưỡng cư, và các loại giáp xác khi còn nhỏ, và chủ yếu ăn các loại cá khác khi lớn. Trứng được đẻ ở những vùng nước sâu hơn với những viên sỏi lớn hơn, và cần nước mặt và dòng chảy mạnh (để cung cấp ôxi) để phôi phát triển. Tỷ lệ chết ở cá hồi trong những giai đoạn sống đầu tiên thường cao vì bị ăn thịt tự nhiên và những thay đổi do con người tác động tới môi trường sống của chúng, như sự lắng bùn, nhiệt độ nước cao, tập trung ôxi thấp, mất các lùm cây tại suối, và giảm tốc độ dòng chảy của sông. Các cửa sông và các vùng đất ướt gần chúng cung cấp môi trường phát triển sống còn cho cá hồi trước khi di cư ra biển khơi. Các vùng đất ướt không chỉ là nơi đệm cho cửa sông khỏi phù sa và các chất ô nhiễm, mà còn là những khu vực sinh sống và ẩn nấp quan trọng.
Cá hồi không bị chết bởi các phương tiện khác đối mặt với tình trạng giảm sút sức khỏe tăng tốc rất nhanh (phenoptosis, hay "tình trạng già hóa đã được lập trình") ở cuối đời. Thân thể chúng nhanh chóng bị phân rã ngay sau khi đẻ trứng, là hậu quả của việc giải phóng những lượng lớn corticosteroid.

## Kẻ hưởng lợi

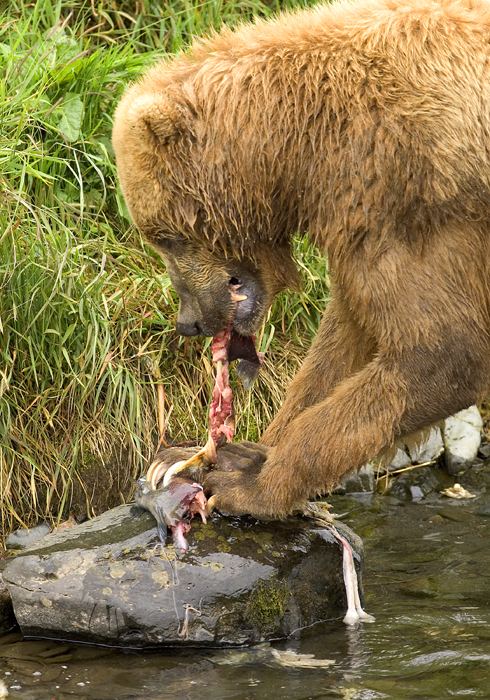
Một con gấu nâu đang ăn thịt cá hồi

Trong các cuộc di cư 01 lần trong đời của cá hồi thu hút nhiều loài động vật ăn thịt đến những địa điểm nhất định để chờ những bữa đại tiệc của tự nhiên và nhiều năm mới có một lần. Trong nhiều loài đó thì có gấu xám Bắc Mỹ và loài sói xám miền Tây Canada. Ở Tây bắc Thái Bình Dương và Alaska, cá hồi là loài quan trọng, hỗ trợ các dạng sống hoang dã từ chim tới gấu và rái cá. Cơ thể cá hồi đại diện cho sự chuyển tiếp các chất dinh dưỡng từ biển, giàu nitơ, sulfur, carbon và phosphor, về hệ sinh thái rừng.
Gấu xám Bắc Mỹ hoạt động như những kỹ sư sinh thái, bắt cá hồi và mang chúng tới các vùng cây lân cận. Tại đó chúng thải nước tiểu và phân giàu dinh dưỡng và xác bị ăn dở. Đã có ước tính rằng những con gấu để lại tới nửa số cá hồi chúng bắt được trên nền rừng với mật độ có thể lên đến 4,000 kilograms trên 1 hectare, cung cấp tới 24% tổng lượng nitơ có được cho các khu rừng ven sông. Những cây vân sam lên tới 500 m (1.600 ft) từ một dòng suối nơi gấu xám Bắc Mỹ bắt cá hồi đã được phát hiện có chứa nitơ có nguồn gốc từ cá hồi bị bắt.
Chó sói ở miền Tây Canada lại thích bắt cá hồi hơn là săn bắt hươu hay các động vật khác. Hươu là thức ăn chính của loài sói vào mùa xuân và hè. Tuy nhiên, đến mùa thu, thời điểm cá hồi ở Thái Bình Dương đổ về các con sông trong vùng sinh sản thì họ nhà sói thích đánh bắt cá. việc lựa chọn con mồi là cá hồi do an toàn. Sói thường bị thương nặng, có thể dẫn đến bỏ mạng trong khi săn hươu. Nhưng việc bắt cá hồi mang lại cho sói nhiều lợi ích như an toàn, dễ bắt, ít tốn thời gian như khi theo dõi hươu trong rừng. Ngoài ra, so với thịt hươu, thịt cá hồi giàu chất dinh dưỡng hơn, đặc biệt là chất béo và năng lượng.